# Włodzimierz Smolarek
Włodzimierz Wojciech Smolarek (Aleksandrów Łódzki, 16. srpnja 1957. – Aleksandrów Łódzki, 7. ožujka 2012.) je bio jedan od najboljih poljskih nogometaša u povijesti. 
Smolarek se rodio u mjestu Aleksandrów Łódzki, a u karijeri je nastupao za dva poljska (Widzew Łódź, Legia Varšava), jedan njemački (Eintracht Frankfurt) i dva nizozemska kluba (Feyenoord, FC Utrecht). 
Za reprezentaciju je nastupao od 1980. do 1992. i skupio je 60 nastupa uz 13 pogodaka. Sudjelovao je na svjetskom prvenstvu 1982., gdje je Poljska završila treća, ali i na svjetskom prvenstvu 1986.
Nakon umirovljenja, radio je u Feyenoordu kao trener mlađih uzrasta, a 2009. je nadzirao program mladih nogometaša u Poljskoj. 
Njegov sin, Euzebiusz Smolarek, također je nogometaš. 
Preminuo je 7. ožujka 2012. u dobi od 54 godine.